# 白畑真逸
白畑 真逸（しらはた しんいち、1965年11月10日 - ）は、日本の俳優。埼玉県出身。アルファセレクション所属。

## 経歴・人物
埼玉県北足立郡桶川町（現在の桶川市）出身。桶川市立桶川東中学校では俳優の本木雅弘と同級生であった。高校は埼玉県立桶川西高等学校に通った。
20代の頃よりスタニスラフスキー・システム、サンフォード・マイズナーやステラ・アドラーのメソッド演技を学ぶ。その後、劇団イエローページに所属し、主演俳優として活動を始める。脚本や演出、演技指導も手掛けた。
2016年以降は映像作品での活動が主である。同年8月10日放送のTBS『水曜日のダウンタウン』の「『開けたら人がいる』が結局一番怖い説」というドッキリ企画で、無表情で立ち尽くす仕掛け人として起用されると、以降も同番組の同様の説に起用され続けるようになる。2019年10月30日放送回では、白畑が逆ドッキリのターゲットにもなった。同放送回では、嫌な臭いを喰らっても仕掛け人をまっとうするかといった検証だったが、30分間耐え続け、「この人の忍耐力はスゴい」という検証結果で締めくくられた。2020年5月27日放送回では「浜田高笑いベスト10」と題されたランキングが作成され、その中で紹介された上位1位、2位の説に白畑が出演している。ダウンタウンの浜田雅功からは「全然、動かへんのが良かったな〜！」と仕掛け人としての演技を絶賛され、松本人志からはドッキリが始まる前の時点で「この人、怖いねん！」と怯えられている。
身長178cm。体重65kg。血液型O型。
趣味は英語、旅行、落語鑑賞、犬と遊ぶこと。

## 出演作品

### テレビドラマ
- 季節が変わる時III（2002年、日テレサイエンスチャンネル）
- 大河ドラマ（NHK）
  - 龍馬伝 第46話（2010年） - 上士
  - 平清盛 第24話（2012年） - 神人
  - 麒麟がくる 第43話（2021年1月31日） - 波多野秀治
- 都市伝説の女 第5話（2012年、テレビ朝日） - 議員
- モメる門には福きたる 第38、40話（2013年、フジテレビ） - 太田功
- リバース〜警視庁捜査一課チームZ〜（2013年、日本テレビ） - 海東の上司
- 幽かな彼女 第9 - 11話（2013年、関西テレビ） - 秘書
- ゼロの真実〜監察医・松本真央〜 第5話（2014年、テレビ朝日） - 葬儀屋
- ワカコ酒 season1 第4話（2015年、BSジャパン） - ざる豆腐屋の店員
- JKは雪女 第2 - 4話（2015年、TBS） - 文豪のような妖怪
- プラージュ〜訳ありばかりのシェアハウス〜（2017年、WOWOW） - 裁判長
- シグナル 長期未解決事件捜査班（2018年、フジテレビ） - 職員
- 執事 西園寺の名推理 第2話（2018年、テレビ東京） - 山名
- 連続テレビ小説
  - 半分、青い。 第64話（2018年、NHK） - 編集者
  - 虎に翼 第23話（2024年5月1日、NHK） - 謎の暴漢[9]
- With your smile（2018年、BS日テレ） - 上司
- ドロ刑 -警視庁捜査三課- 第7話（2018年、日本テレビ）
- 仮面ライダージオウ 第36話（2019年、テレビ朝日） - 及川順一
- 連続殺人鬼カエル男 第4、7話（2020年、関西テレビ） - 記者
- BG〜身辺警護人〜 第1、5話（2020年、テレビ朝日） - 上原
- 不倫をコウカイしてます（2020年、ABC） - 宇野専務
- あのときキスしておけば 最終話（2021年、テレビ朝日） - 抽選会係
- 相棒 season20 第16話「ある晴れた日の殺人」（2022年2月23日、テレビ朝日） - 田川浩 役
- 妻、小学生になる。 最終回（2022年3月25日、TBS） - 謎の男 役[10]
- 夜ドラ 卒業タイムリミット 第17話・18話（2022年5月2日・3日、NHK総合） - 警備員
- ナンバMG5 第3話（2022年5月4日、フジテレビ） - 守衛 役
- HOTEL -NEXT DOOR- 第6話（2022年10月15日、WOWOW） - 中国人マフィア 役[11]
- 祈りのカルテ（2022年、日本テレビ） - 小林真治 役
- 特捜9 season6 第2話（2023年、テレビ朝日） - 水野隆 役
- Dr.チョコレート 第3話（2023年、日本テレビ） - プロデューサー 役
- ONE DAY〜聖夜のから騒ぎ〜 第3、4話（2023年、フジテレビ） - 医師 役
- ACMA:GAME 第4話（2024年4月28日、日本テレビ）[12]
- 法廷のドラゴン 第4話（2025年1月31日、テレビ東京） - 裁判長 役[13]
- 相続探偵 第9話（2025年3月22日、日本テレビ） - 斎藤弁護士 役[14]
- 恋は闇（2025年4月16日 - 6月18日、日本テレビ） - 刑事部長 役[15]

### テレビ番組
- シャキーン!（NHK Eテレ）
- 中居正広の金曜日のスマたちへ〜似顔絵捜査官戸島雄編〜（2012年、TBS） - 強盗
- 水曜日のダウンタウン 一番怖い説など（2016年 - 、TBS） - 仕掛け人 
  - 「開けたら人がいる」が結局一番怖い説（2016年8月10日放送）
  - 「2016年1週間予告ドッキリ」（2017年2月15日放送）
  - 「後部座席に人がいる」が結局一番怖い説（2017年3月22日放送）
  - 「ベッドの中に人がいる」が結局一番怖い説（2018年2月28日放送）
  - 「尾行してる人尾行されてても気付かない説」（2018年5月23日放送）
  - 「家に人が山ほど隠れていても意外と気付かない説」（2019年2月27日放送）
  - 「日本生活が長い外国人でも、めちゃくちゃ驚いた時の第一声は母国語説」（2019年5月15日放送）
  - 「ドッキリ仕掛け人としてクローゼットに隠れてる時 色ナシ臭いアリ空気砲食らっても出ていくわけにはいかない説」（2019年10月30日放送）
  - 「全く同じこともう1回やってみましたSP」（2020年9月30日放送）
  - 「サードシートにも人がいる」が結局一番怖い説（2021年8月18日放送）

### 映画
- 開港風雲録 YOUNG JAPAN（1989年、東宝） - 作業員
- 眠らない街〜新宿鮫〜（1993年、東映） - 刑事
- 五条霊戦記 GOJOE（2000年、東宝） - 検非違使
- COSMIC RESCUE（2003年、ジェイ・ストーム） - 地球防衛軍隊員
- 西遊記（2007年、東宝） - 衛兵
- HERO（2007年、東宝） - 報道陣
- 椿三十郎（2007年、東宝） - 籠付侍
- イエスタデイズ（2008年、エスピーオー） - 父親
- 青い鳥（2008年、日活） - 教師
- 非女子図鑑（2009年、ニューシネマワークショップ） - 遺跡調査員
- ハゲタカ（2009年、東宝） - 派遣社員
- 引き出しの中のラブレター（2009年、松竹） - ラジオ局員
- 臨場 劇場版（2012年、東映） - 高橋（神奈川県警検視官）
- 究極の幸せ（2012年） - 原田部長
- セデック・バレ（2013年、太秦） - 夫
- 中学生円山（2013年、東映） - 機動隊
- 清須会議（2013年、東宝） - 家臣
- Father「俺の屍を越えてゆけ」（2013年、アーク・フィルムズ） - シロ（売人）
- 華魂 幻影（2016年、渋谷プロダクション） - 映画館の観客
- シン・ゴジラ（2016年、東宝） - 内閣審議官[1]
- 22年目の告白 -私が殺人犯です-（2017年、ワーナー・ブラザース映画） - 病院係員
- ギャングース（2018年、キノフィルムズ / 木下グループ） - 情報屋
- マスカレード・ホテル（2019年、東宝） - 畑中和之
- 劇場版 ウルトラマンR/B セレクト 絆のクリスタル（2019年、松竹） - 通行人
- 老人ファーム（2019年）
- AI崩壊（2020年、ワーナー・ブラザース映画） - 宮森一平
- クローゼット（2020年、アーク・フィルムズ） - 田中
- キャラクター（2021年） - 田口文哉 役
- シュシュシュの娘（2021年、コギトワークス） - 自警団・千田峰太郎 役
- MAYONAKA（2022年、last.train.films）
- 退屈なかもめたち（2022年、バブーシュカ） - 山口晋 役[16]

### 舞台
- ことづけ（劇団京）
- かめ割り裁判（虹企画、グループしゅら）
- 万の宮病院始末記（虹企画、グループしゅら）
- ロンググッバイ（テイクワン・オフィス）
- CHUJI（ちょんまげ群団）
- 鞍馬天狗（ちょんまげ群団）
- からす（イエローページ）
- かくも短き不在（イエローページ）
- 地下室の自画像（イエローページ）
- イッツ・オールウェイズ・ダンス（イエローページ）
- 一人静（イエローページ）
- いつか静かに眠る夜は（イエローページ）
- 幻覚カプセル（アクター21）
- 告知（アクター21）
- ファッションショー（ニブロール）
- 正義はいつも我にあり（シグマコミュニケーションズ）
- 自由の星たち（ディーセントウォーター） - 作・演出
- 自由の星たち〜十六夜〜（ディーセントウォーター） - 作・演出
- 自由の星たち〜雪割草〜（ディーセントウォーター） - 作・演出
- 自由の星たち〜新涼〜（ディーセントウォーター） - 作・演出
- ファミリーマネー・ブラザーマネー（ディーセントウォーター）
- オムニバスコント公演（別役実クラスコント公演）
- 真夏の夜の夢（オフィスPSC英語塾）
- オリジナル（オフィスPSC英語塾）
- セントオブウーマン（オフィスPSC英語塾）

### CM
- セイコーエプソン
- ナムコ
- 日本コカ・コーラ ジョージア
- 箱根小涌園 天悠
- バイク王＆カンパニー「バイクの魂 オンリーワン」篇（2022年1月 - ）[17]

### MV
- Zimmer x Palace 「exit man」（2020年） - 超意地悪上司

### WEB
- イーデザイン損害保険　「事故現場でもお任せを」篇